# Bîcioc
Bîcioc (ros. Бычок, Byczok) – wieś w Mołdawii (Naddniestrzu), w rejonie Grigoriopol, siedziba gminy o tej samej nazwie. W 2004 roku liczyła 1151 mieszkańców.

## Położenie
Miejscowość znajduje się na lewym brzegu Dniestru, pod faktyczną administracją Naddniestrza, w odległości 42 km od Grigoriopola i 61 km od Kiszyniowa.

## Historia
Wieś Bîcioc została założona w 1916 roku. W okresie sowieckim wieś znajdowała się w zbiorowym gospodarstwie domowym Avangard z siedzibą w Crasnogorce. W tym czasie we wsi otwarto 8-letnią szkołę, klub z instalacją kinową, bibliotekę, warsztaty usług społecznych, pocztę, przedszkole i sklep.

## Demografia
Według danych spisu powszechnego w Naddniestrzu w 2004 roku wieś liczyła 1151 mieszkańców, z czego ponad połowę, 997 osób, stanowili Rosjanie.